# Linycus gotoi
Linycus gotoi là một loài tò vò trong họ Ichneumonidae.